# Sassmann
Sassmann est le nom d'une des principales marques de clavecins allemandes du XXe siècle. L'atelier était situé à Hückeswagen (quartier de Wiehagen) en Rhénanie.
L'entreprise a été fondée par Martin Sassmann. Né en 1924, après avoir été pilote dans la Luftwaffe pendant la guerre, il a commencé par travailler en tant que restaurateur pour la collection d'instruments chez Neupert, avant d'aborder lui-même la construction de clavicordes. En 1955, il ouvrit son propre atelier, situé à Hückeswagen depuis 1966, employant au début des années 1970 une vingtaine de salariés pour une production annuelle de l'ordre de 120 instruments (épinettes, clavecins à un ou deux claviers et clavicordes). 
Sassmann a été l'un des premiers facteurs allemands à évoluer de la facture dite « moderne » à la construction plus traditionnelle, mais sans arriver à une reconversion complète. Martin Sassmann a terminé son activité au cours des années 2000.
Les modèles du catalogue, vers 1970, etaient les suivants : Kleinspinett, épinette Silbermann, clavecins Kleinod, Scarlatti, Pertici, Baffo, Schütz, Bach. 
Wolfgang Zuckermann, qui est généralement très critique par rapport aux Serieninstrumente des facteurs allemands tels que Neupert ou Wittmayer, l'est beaucoup moins pour les instruments de Sassmann.

## Exemples d'instruments Sassmann (toute fin duXXesiècle)

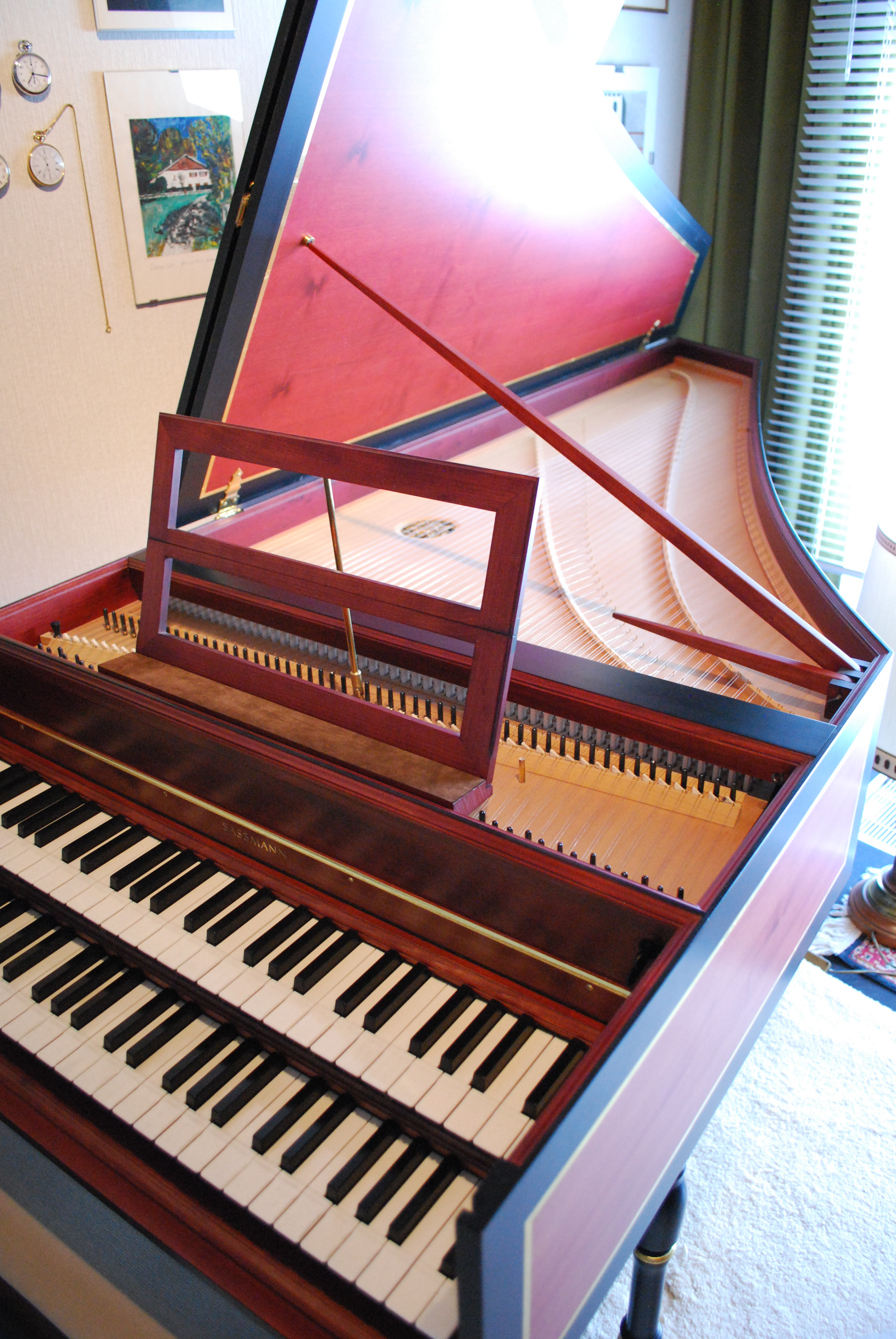
Grand clavecin(avec transpositeur)
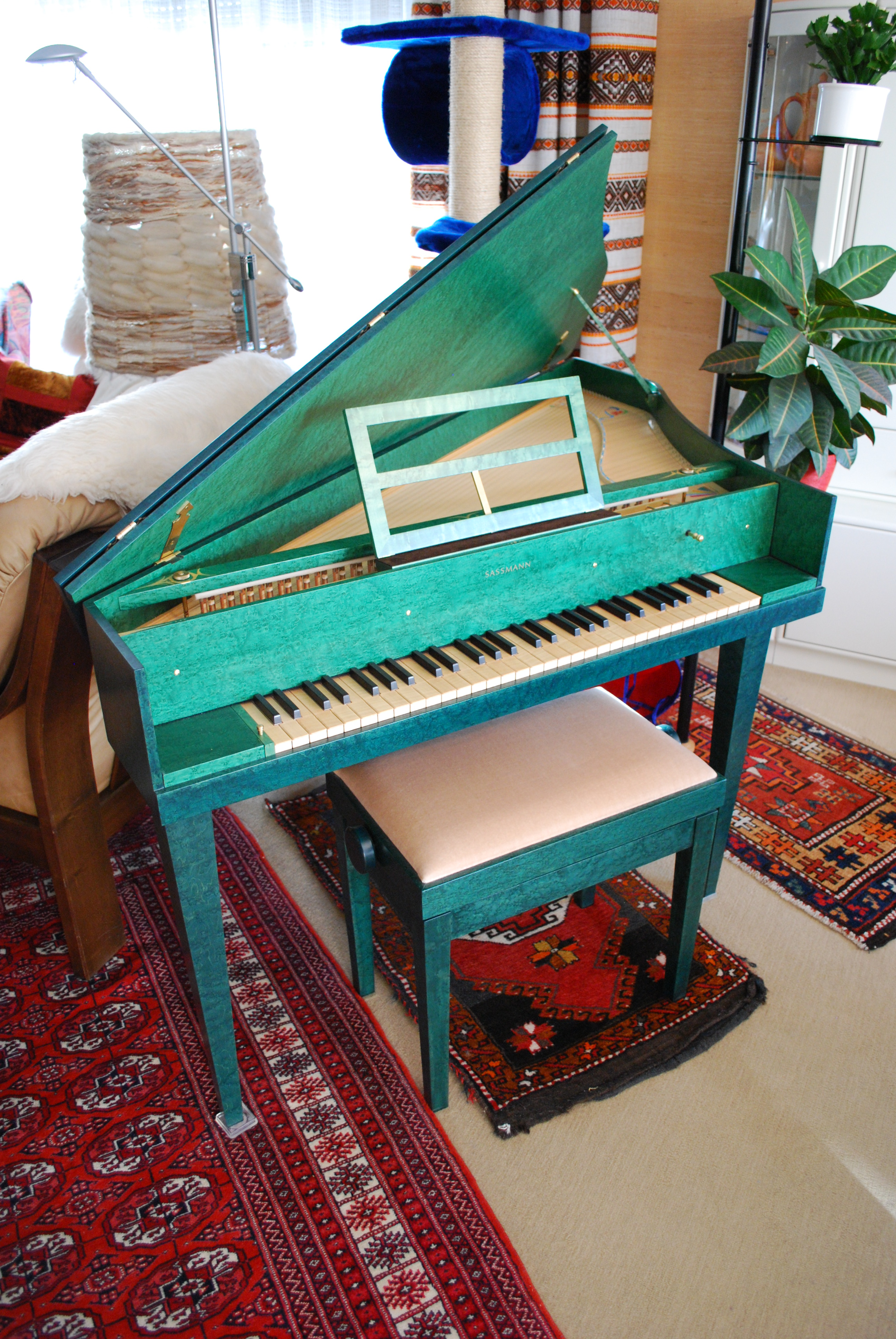
Épinette (avec transpositeur)